# Apollonias arnottii
Аполлонія арноті (Apollonias arnottii) — вид вічнозелених дерев, родини лаврових.

## Морфологія
Дерева до 6 метрів заввишки. Кора сірого або бурого кольору. Гілки будови «Аубревіллової моделі»; маленькі гілки круглі, без волосків. Листки прості, почергові, спіральні, зібрані на кінцях гілочок, черешки 0,5-1,2 сантиметрів, трохи вище з подовженими улоговинками, пластинки 8-18 см х 1.7-3.8, як правило, вузенькі еліптичні. Суцвіттям є квітка в паховій або субтермінальній волоті, квітконіжки ниткоподібні і довгі, пильовики 2 одноклітинні.
Плоди і насіння: кісточкові, кулясті або яйцюваті.

## Екологія
Підлісся дерев у середніх і високих висот вологих вічнозелених лісів, як правило ростуть на висоті, від 700 м до 1800 м.

## Поширення
Ендемік Західних Гат, по всій південній території Гат між пагорбами Палаккада і Ваянадом.